# Aspitates albaria
Aspitates albaria is een vlinder uit de familie spanners (Geometridae). De wetenschappelijke naam is voor het eerst geldig gepubliceerd in 1903 door Bartel.
De soort komt voor in Europa.